# Robert Armstrong-Jones

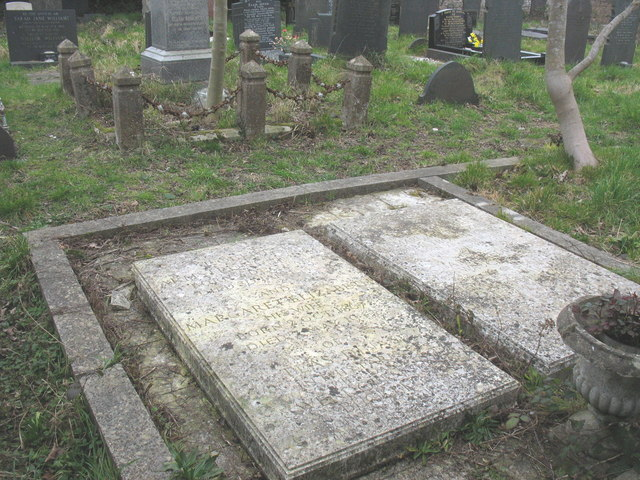
La tombe de Robert Armstrong-Jones et de son épouse Margaret est à gauche. À droite se trouve la tombe de Ronald Armstrong-Jones.

Robert Armstrong-Jones (né Robert Jones le 2 décembre 1857 et décédé le 30 janvier 1943) était un médecin et psychiatre gallois.

## Biographie
Il est né à Ynyscynhaearn, Caernarvonshire, fils d'un ministre de la Congrégation. Il a fait ses études à la Porthmadog Grammar School  et à la Grove Park School de Wrexham, où il a étudié la médecine à l'Université du Pays de Galles, Bangor et à l'hôpital St. Bartholomew. Devenu spécialiste du traitement des maladies mentales, il a travaillé comme médecin auxiliaire à la Royal Earlswood Institution et à Colney Hatch dans les années 1880, et est devenu médecin résident et surintendant de l'asile Earlswood Asylum en 1888. En 1893, il devint le premier surintendant du Claybury Asylum du London County Council  où il développa de nouveaux traitements. La même année, il épousa Margaret Roberts (1868-1943), la fille aînée de Sir Owen Roberts de Plas Dinas, Caernarfon .
Armstrong-Jones a donné des conférences à l'hôpital St Bartholomew et est devenu médecin consultant en maladies mentales auprès des forces militaires de Londres et d'Aldershot. En 1913, il a pris le nom de famille supplémentaire d'Armstrong, qui avait été le nom de jeune fille de la mère de sa femme, Jane Armstrong Roberts, parce qu'il voulait se distinguer d'un autre éminent Robert Jones de l'époque. Pendant la Première Guerre mondiale, il a été nommé lieutenant-colonel du Royal Army Medical Corps ; il a été fait chevalier (knight bachelor) dans les honneurs du Nouvel An 1917, et après la guerre, il a été nommé commandant de l'Ordre de l'Empire britannique (CBE) en reconnaissance de son service de guerre. Il a été nommé haut shérif du Caernarvonshire en 1929. Il était membre du Royal College of Physicians et du Royal College of Surgeons.
Armstrong-Jones avait un fils, Ronald Armstrong-Jones qui a épousé Anne Messel et ont eu un fils Antony Armstrong-Jones (1930-2017), époux de la princesse Margaret sœur cadette de la reine Elizabeth II. Ainsi que deux filles, Elaine Armstrong-Jones (1895-1965) qui a épousée le colonel Charles Wauchup et Gwendolen Armstrong-Jones (1905-1985) qui a épousé Sir Denys Buckley.
Robert Armstrong-Jones est décédé à Plas Dinas à l'âge de 85 ans. Sa femme est décédée quatre mois après lui.